# Habitatge al carrer Pujós, 35 (l'Hospitalet de Llobregat)
L'habitatge al carrer Pujós, 35 és un edifici protegit com a bé cultural d'interès local del municipi de l'Hospitalet de Llobregat (Barcelonès).

## Descripció
És un habitatge plurifamiliar, cantoner, entre mitgeres que consta de planta baixa i quatres pisos. Les dues plantes superiors van ser afegides amb posterioritat. És de línies senzilles, utilitza un llenguatge proper al moviment modern.